# 스테파노 센시
스테파노 센시(이탈리아어: Stefano Sensi, 1995년 8월 5일 ~ )는 이탈리아의 축구 선수로, 현재 세리에 A의 인테르나치오날레 소속이다. 포지션은 미드필더이다.